# ケルン日本文化会館

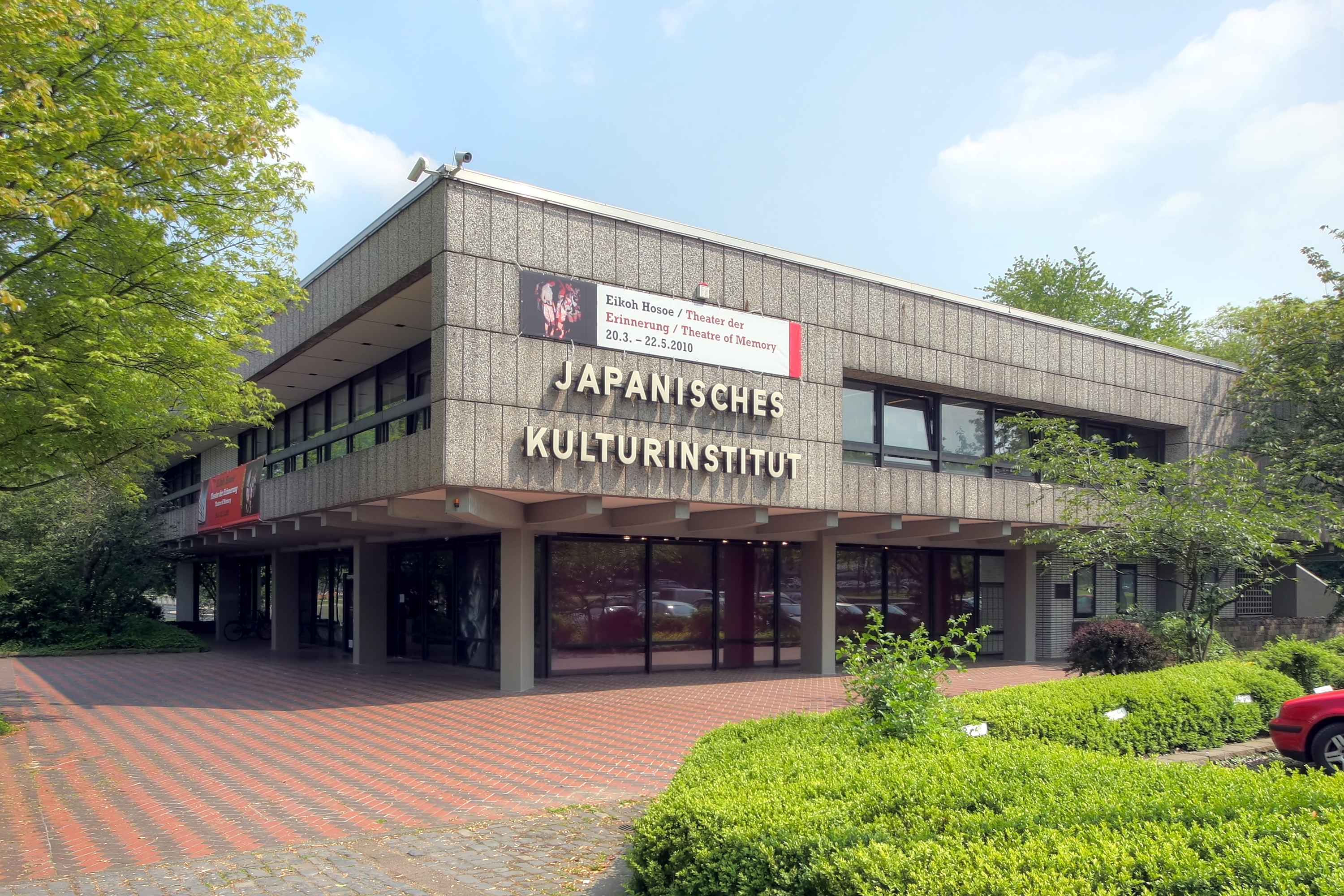
ケルン日本文化会館

ケルン日本文化会館（ケルンにほんぶんかかいかん）とは、ドイツのケルンにある文化会館。国際交流基金のドイツ支部として1969年9月に設立された。ドイツ語圏における日本文化の紹介、日本理解の促進、日本とドイツの交流、日本語学習・日本研究の奨励等を目的に多様な活動を行っている。

## 概要
ドイツ語圏における日本文化の紹介、日本理解の促進、日本とドイツの交流、日本語学習や日本研究の奨励等を目的に、日本の美術を紹介する展覧会、コンサートや舞踊舞踏を始めとする公演、映画会、講演会・シンポジウム等の開催、日本語講座、出版活動など、さまざまな活動を行っている。また、図書館には日本社会・文化全般に関する約20,000点の資料を所蔵している。
館長は、相澤啓一（2019年～）。初代館長は、東京大学教授を務めた大賀小四郎（1910-1991；ヴァイオリニスト諏訪根自子の配偶者）。また、NHKドイツ語講座で有名な上田浩二、フェリス女学院理事長である小塩節中央大学名誉教授もかつて館長を務めた時期があった。

## 会館の催し物

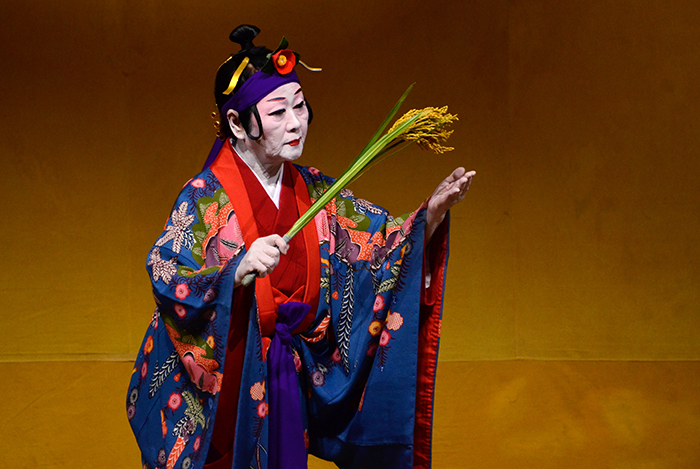
ユネスコ無形文化遺産登録記念の組踊公演 2011-10-31

館内外にて、日本の美術を紹介する展覧会、コンサート・舞踊舞踏を始めとする公演、映画会、講演会・シンポジウム等を開催している。館内には日本関係の蔵書を有する図書館があり、様々なレベルに応じた成人向けの日本語講座も開講している。